# Hszü Csia-jü
Hszü Csia-jü (Xu Jiayu) (egyszerűsített kínai írással: 徐嘉余, a nemzetközi sajtóban Xu Jiayu; Vencsou (Wenzhou), 1995. augusztus 19. –) olimpiai bajnok kínai úszó, a hátúszószámok specialistája. A 100 méteres hátúszás versenyszámában két egymást követő világbajnokságon - 2017, Budapest és a 2019, Kvangdzsu (Gwangju) - is aranyérmet nyert, a 2016-os riói olimpián pedig ezüstérmes volt ugyanebben a versenyszámban. Ő a hátúszó számok országos rekordere 50, 100 és 200 méteres versenytávon is.

## Sportpályafutása
2012-ben 200 méteres hátúszásban indult a londoni olimpián.
2014. szeptember 26-án, az Incshonban rendezett Ázsia-játékokon a 4 x 100 méteres vegyesváltó tagjaként aranyérmet nyert a japán csapatot megelőzve, új Ázsia-rekordot elérve. 3:31,37-es idejével a számban a kínaiak 24 év után győzték le a rivális japán csapatát.
2016. augusztus 8-án 52,31 másodperces idejével új országos rekordot felállítva ezüstérmet szerzett 100 méteres hátúszásban a 2016-os riói olimpián, az új olimpiai rekordot úszó amerikai Ryan Murphy mögött célba érve.
2017. július 26-án, a budapesti úszó-világbajnokságon a 100 méteres hátúszás versenyszámában világbajnoki címet szerzett, 44,44-es idejével. Kínai úszó először nyert ebben a számban világbajnoki címet.
A 2018-as Ázsia-játékokon, az indonéziai Jakartában mindhárom hátúszószámban, 50 méteren, 100 méteren és 200 méteren is aranyérmes lett, és a 4 x 100 méteres vegyesváltó tagjaként is felállhatott a dobogó legfelső fokára.
A 2019-es úszó világbajnokságon a 100 méteres hátúszás döntőjében megvédte két évvel korábban szerzett elsőségét és 52 másodperccel megjavította a világbajnoki rekordot.
A rövidpályás Világkupa-sorozatban 2016-ban és 2018-ban ért el dobogós helyezést, 100 méteres hátúszásban lett ezüst, illetve bronzérmes, utóbbi eredményt a 4 × 200 méteres vegyes váltó tagjaként is megismételve. 
Ázsia-bajnokságon kétszer indult pályafutása során, a 2012-es Dubajban és a 2016-os, Tokióban rendezett eseményen is szerzett aranyérmet, utóbbi tornán összesen öt alkalommal állhatott fel a dobogó legfelsőbb fokára.
A 2017-es kínai úszóbajnokság során 50 méter és 100 méter háton is megdöntötte az országos rekordot, ezek az időeredmények egyben egyéni legjobbját is jelentik az adott távon. A 200 méteres hátúszó számban a 2018-as Ázsia-játékokon ért el hasonló eredményt.
A 2024-es párizsi olimpián 4 × 100 méteres vegyesúszásban nyert aranyérmet.

## Család, magánélet
Hszü Csia-jü (Xu Jia-yu) Vencsou (Wenzhou) városában, Csöcsiang (Zhejiang) tartományban született. Édesanyja is úszó volt, mellúszó számokban versenyzett. Egy idősebb testvére van.
Négyéves korában kezdett úszni, kezdetekben édesanyja felügyeletet és irányítása alatt.
Hszü (Xu) a Sanghaji Csiao Tung (Shanghai-i Jiao Tong) Egyetem hallgatója.

## Egyéni legjobb eredményei
| Versenyszám   | Időeredmény | Versenysorozat              | Dátum               | Megjegyzés      |
| ------------- | ----------- | --------------------------- | ------------------- | --------------- |
| 50 méter hát  | 24.42       | 2017-es kínai úszóbajnokság | 2017. április 16.   | Országos rekord |
| 100 méter hát | 51.86       | 2017-es kínai úszóbajnokság | 2017. április 12.   | Országos rekord |
| 200 méter hát | 1:53.99     | 2018-as Ázsia-játékok       | 2018. augusztus 23. | Országos rekord |

## Jelentősebb eredményei világversenyeken
Olimpiai játékok
- 100 méteres hátúszás, aranyérem: 2016

Világbajnokság
- 2017, Budapest: 100 méteres hátúszás aranyérem, 4 × 100 méteres vegyes váltó bronzérem.
- 2019, Kvangdzsu: 100 méteres hátúszás aranyérem.

Rövidpályás Világkupa-sorozat
- 2016, Winsdor: 100 méteres hátúszás bronzérem.
- 2018, Hangcsou: 100 méteres hátúszás ezüstérem, 4 × 200 méteres vegyes váltó bronzérem.

Ázsia-játékok
2014, Incshon: Aranyérem a 4 x 100 méteres vegyes váltó tagjaként, ezüstérem 100, és 200 méteres hátúszásban, valamint  bronzérem 50 méteres hátúszásban.
2018, Jakarta: Aranyérem a 4 x 100 méteres és a 4 × 200 méteres vegyes váltó tagjaként és az 50, 100 és 200 méteres hátúszás versenyszámaiban.
Ázsia-bajnokság
2012, Dubaj: Aranyérem 100 méteres hátúszásban, ezüstérem 200 méteres hátúszásban és bronzérem 50 méteres hátúszásban.
2016, Tokió: Aranyérem 50, 100 és 200 méteres hátúszásban, valamint a 4 x 100 méteres vegyes váltó tagjaként.